# جوني جيتر
جوني جيتر (بالإنجليزية: Johnny Jeter)‏ هو مصارع محترف أمريكي، ولد في 14 ديسمبر 1981 في سان دييغو في الولايات المتحدة.

## وصلات خارجية
- جوني جيتر على موقع CageMatch worker (الإنجليزية)
- جوني جيتر على موقع قاعدة بيانات المصارعة على الإنترنت (الإنجليزية)

- جوني جيتر على موقع IMDb (الإنجليزية)
- جوني جيتر على موقع كينوبويسك (الروسية)